# メディパルホールディングス
株式会社メディパルホールディングス（英：Medipal Holdings Corporation）は、医薬、化粧、日用雑貨を扱う卸売企業グループの持株会社である。

## 概要
東京都中央区に本社を置き、おもに医療用医薬品、一般用医薬品、医療機器、化粧品、トイレタリー、日用品を扱い、業界でアルフレッサホールディングスと並ぶ。

## 沿革
- 1898年（明治31年）10月8日 - 熊田三星堂薬舗として創業。
- 1923年（大正12年）5月6日 - 熊田三星堂薬舗、三星堂を設立。
- 1947年（昭和22年）7月 - 東京医薬品を設立。
- 1949年（昭和24年）1月 - クラヤ薬品を設立。
- 1995年（平成7年）9月 - 三星堂が東京証券取引所第二部に上場。
- 1997年（平成9年）9月 - 東京証券取引所第一部に昇格。
- 2000年（平成12年）4月 - 上記三社が合併。(旧)クラヤ三星堂を発足。
- 2004年（平成16年）
  - 4月 - メディセオグループを発足、同時にクラヤ三星堂分割準備株式会社を設立。
  - 10月 - 医薬品等卸売事業の営業を分割。これにより、(旧)クラヤ三星堂が事業持株会社のメディセオホールディングスとなり、分割された事業を引き継いだクラヤ三星堂分割準備が(新)クラヤ三星堂となる。
- 2005年（平成17年）
  - 4月 - 千葉市のチヤクを株式交換により子会社化する。
  - 7月 -
    - 高松市の四国薬業と資本業務提携。同社の第三者割当増資を引き受け、株式の10%を得る。
    - 医療機器販売子会社の中川誠光堂を、メディセオメディカルに商号変更。

  - 9月 - 三菱商事と、医療ビジネスにおける包括的業務提携を締結する。
  - 10月 - 大阪市のパルタックを株式交換で子会社として経営統合し、メディセオ・パルタックホールディングスに社名変更する。
  - 12月 - 連結子会社であった天童市のオリエンタル薬品工業の株式67%を、ジェネリック医薬品大手の富山市の日医工に譲渡する。
    - のち2008年（平成20年）11月に日医工とオリエンタル薬品工業の株式交換により残りの株式31.2%も譲渡。オリエンタル薬品工業は2009年（平成21年）6月に日医工の子会社2社と合併して日医工ファーマとなった後、2012年（平成24年）6月に日医工本体に吸収合併された。
- 2006年（平成18年）
  - 4月1日 - アトルの一般用医薬品卸子会社アルコスを吸収分割で子会社化し、同時にパルタックが吸収合併する。
  - 7月13日 - 三菱商事との包括的業務提携の一環として、三菱商事の子会社「日本ホスピタルサービス」の株式34%を取得して、SPD (Supply Processing & Distribution) 事業を強化。
- 2007年（平成19年）
  - 1月1日 - 北海道で動物用医薬品卸売事業を営む丸善薬品を、株式交換により子会社とする。
  - 10月1日 - （新）クラヤ三星堂の医薬分業コンサルタント事業子会社「本郷薬品」を吸収分割により子会社にして吸収合併する。
- 2008年（平成20年）
  - 1月1日 - 小林製薬の卸売子会社コバショウを株式交換により子会社化し、4月にパルタックと合併してパルタックKSとする。
  - 10月10日 - アルフレッサ ホールディングスと2009年4月1日に合併する基本合意書を締結[2][3]する。
  - 12月9日 - 佐世保市の東七と業務提携する。
- 2009年（平成21年）
  - 1月9日 - アルフレッサとの合併契約を撤回する[4]。
  - 10月1日 - 医療用医薬品等卸売事業を会社分割で（新）クラヤ三星堂へ承継し、（新）クラヤ三星堂はグループ会社の千秋薬品・潮田クラヤ三星堂・やまひろクラヤ三星堂・平成薬品・井筒クラヤ三星堂の5社を吸収合併する。

メディセオ・パルタックホールディングスは純粋持株会社のメディパルホールディングスとなり、事業譲受と合併を行った（新）クラヤ三星堂は卸売事業会社のメディセオとなる。メディセオメディカルはMMコーポレーションに商号を変更した。
  - 11月30日 - 連結対象で子会社の千曲市のクラヤ化成の全株式を、金沢市の三谷産業へ譲渡する。
- 2010年（平成22年）
  - 1月29日 - 当社株式を保有するクオール及びイオングループのハピコムの一員であるグローウェルホールディングスと業務提携する[5]。
  - 2月17日 - グローウェルHDと同じくハピコムに属するメディカル一光と資本・業務提携する[6]。
  - 3月18日 - 子会社のPaltacが東京証券取引所第一部、大阪証券取引所第一部に再上場する。
  - 5月6日 - 当社とクオールとグローウェルHDの3社の共同出資により、超高齢社会に対応した新業態薬局の企画、運営、薬剤師教育などを行うジーエムキュー株式会社を設立する。
- 2012年（平成24年）2月16日 - メディカル一光との業務提携に付随する資本提携を解消するも、業務提携は維持する[7]。
- 2013年（平成25年）
  - 6月1日 - 医療材料データベースの構築や提供を行うメディエを簡易株式交換により子会社にする[8]。
  - 11月18日 - 医薬品の臨床試験や製造販売後調査 (postmarketing surveillance, PMS) などのデータ収集支援事業を行うメディスケットを子会社にしてPMS事業を開始する[9]。
- 2014年（平成26年）12月25日 - 北海道を中心に食品原材料や食品添加物などの専門卸を行う桜井通商を簡易株式交換により子会社にする[10]。
  - のちに桜井通商は、2016年（平成28年）4月1日にMPアグロから食品事業を会社分割（吸収分割）により承継し、メディパルフーズに商号変更した[11]。
- 2016年（平成28年）
  - 3月29日 - グループ内の連結売上高が、総合商社を除く国内卸売業として初めて3兆円を越えたと発表する[12]。
  - 5月20日 - スペシャリティ医薬品の供給を行う子会社として、SPLineを設立する[13]。
  - 6月7日 - コンテンツ配信事業を行っているエムティーアイと資本業務提携に関する基本合意書を締結する[14]。
- 2017年（平成29年）4月1日 -
  - 子会社のメディセオから、医療用医薬品卸売事業システムの企画開発と運営の事業を吸収分割により承継される[15]。
  - 産業革新機構及び武田薬品工業と共同出資して、創薬ベンチャー企業となる株式会社スコヒアファーマを設立する[16]。
- 2018年（平成30年）10月31日 - エムティーアイとの資本業務提携の一環として、同社の100%出資子会社であるカラダメディカの34.4%を取得し、合弁会社化する[17]。
- 2020年（令和2年）
  - 6月17日 - みらかホールディングス（現・H.U.グループホールディングス）と医療・ヘルスケア領域に関する戦略的な業務提携に関する合意書を締結する[18]。
  - 10月1日 - 製薬会社から受託して実施しているPMS（=Post Marketing Surveillance）を専業とする、当社出資による100%子会社としてファルフィールドを設立する[19]。翌2021年1月1日付で子会社のメディセオ、エバルス、アトルの3社それぞれのPMS事業を吸収分割により承継し、事業を開始する[20]。
- 2022年（令和4年）11月30日 - ロート製薬が製造販売承認を取得した創傷治療システム「オートロジェル システム」の流通等の業務を受託[21]することが発表される。
- 2023年（令和5年）
  - 3月31日 - 住友ファーマより住友ファーマフード&ケミカルの全株式を取得して完全子会社化。翌4月1日付でMP五協フード&ケミカルに商号変更する[22]。
  - 4月3日 - 東七を簡易株式交換により完全子会社化する[23]。

## グループ会社一覧

### 医療用医薬品等卸事業
- 連結子会社
  - メディセオ（東京都中央区）- 兵庫県より以北のエリアを担当
  - エバルス（広島県広島市中区）- 中国地区を担当
  - アトル（福岡県福岡市東区）- 九州・沖縄地区を担当
  - 東七（長崎県佐世保市）
  - SPLine（東京都中央区） - スペシャリティ医薬品の流通企画を行う。
  - MMコーポレーション（東京都文京区） - 医科器械・理化学器械等の販売を行う。2009年10月にメディセオメディカルから商号変更。
  - アステック（茨城県つくば市）
  - MVC（福岡県福岡市博多区） - 医療機器、医療消耗品、医療情報システム、理化学機器の販売等
  - メディエ（東京都中央区） - 医療材料データベースの構築や医療施設向け物品のマスターの作成を担う。
  - エム・アイ・シー（東京都文京区） - レセプト点検、医療事務の派遣・受託・通信教育
  - メディパル保険サービス（兵庫県神戸市中央区） - 損害保険代理店業、生命保険の募集に関する業務。2020年4月にトリムから商号変更。
- 資本・業務提携会社
  - かちどき薬品（東京都中央区）
  - 四国薬業（愛媛県伊予郡砥部町）
    - よんやく（愛媛県伊予郡砥部町）
    - 中澤氏家薬業（高知県高知市）

  - クリプラ（東京都新宿区）
  - 国薬控股北京華鴻（中国北京市東城区）
  - 国薬控股北京天星普信生物医薬（中国北京市石景山区）

### 化粧品・日用品、一般用医薬品卸売事業会社
- PALTAC（大阪府大阪市中央区） - 2008年4月にパルタック（大阪市）とコバショウ（東京都中央区）の合併で「パルタックKS」が誕生（パルタックが存続会社）。2009年4月英字表記のPaltacに商号変更。2015年7月、大文字表記のPALTACに商号変更。

### 動物用医薬品・食品加工原材料等卸売事業
- MPアグロ（北海道北広島市） - 2010年4月に丸善薬品とエバルスアグロテックが合併し、アトルの動物用医薬品卸事業と食品・食品添加物等卸事業を継承。存続会社となった丸善薬品が商号変更した。
- MP五協フード&ケミカル（大阪府大阪市北区）
- メディパルフーズ（北海道札幌市中央区） - 2016年4月に会社分割（吸収分割）によりMPアグロから食品事業を承継し、桜井通商から商号変更。

### 関連事業会社
- トキモ（東京都千代田区） - 清掃管理業務
- 物流二十四（東京都文京区） - 物流センターの管理運営、納品業務の受託、人材派遣業
- エバルスオーディエス（広島県安佐南区） - 物流センターの管理運営、納品業務の受託、人材派遣業
- ハバクリエーション（大阪府大阪市中央区） - ヘルス&ビューティ領域を核とした業界成長支援事業
- クラスAネットワーク（東京都渋谷区） - 保険薬局の企画・運営・管理、商品及びサービス開発
- プレサスキューブ（東京都港区） - 保険薬局向け経営支援及びマーケティング支援
- オーファンパシフィック（東京都港区） - 医薬品等の製造販売業
- KURAYA (USA) CORPORATION（米国カリフォルニア州） - 輸出入卸販売

## 主な取引メーカー
- 武田薬品工業、アステラス製薬、中外製薬、ファイザー、エーザイ